# 112656 Gines
112656 Gines è un asteroide della fascia principale. Scoperto nel 2002, presenta un'orbita caratterizzata da un semiasse maggiore pari a 2,6966106 UA e da un'eccentricità di 0,0865826, inclinata di 5,53568° rispetto all'eclittica.